# Acanthodelta fasciculipes
Acanthodelta fasciculipes là một loài bướm đêm trong họ Noctuidae.